# رالي ويلز 2015
رالي ويلز 2015 هو سباق رالي أقيم في الفترة من 12 نوفمبر إلى 15 نوفمبر 2015 في ويلز. كان الجولة الثالثة عشر ضمن بطولة العالم للراليات موسم 2015. تكون الرالي من 19 مرحلة. فاز به سيباستيان أوجير.